# Grotte aux Loups
La maladière de Monthoux ou Gueule du Loup de la Maladière ou encore grotte aux Loups est une cavité karstique, située sur la commune de Perrignier en Haute-Savoie, en France. Cette cavité accueillait au Moyen Âge une maladrerie ou léproserie.

## Localisation
La grotte est située dans colline dite de la Maladière, dans la partie nord de la commune de Perrignier.

## Histoire
La grotte accueille une maladrerie ou léproserie. La maladière de Monthoux est une paroisse, elle possède une chapelle.